# Prat – Centre
Prat - Centre – planowana stacja metra w Barcelonie, na linii 2 i 9 i, w Barcelonie.